# Prodidomus saharanpurensis
Prodidomus saharanpurensis là một loài nhện trong họ Gnaphosidae.
Loài này thuộc chi Prodidomus. Prodidomus saharanpurensis được B. K. Tikader miêu tả năm 1982.